# Farol da Ponta da Barra
O Farol da Ponta da Barra, também conhecido por Farol da Barra ou Farol do Rio Inhambane, é um farol Moçambicano localizado perto da Ponta da Barra, uma península que abriga a Baía de Inhambane, na província de mesmo nome, a cerca de 25 quilômetros a nordeste da cidade.
Torre cilindrica em alvenaria, caiada de branco com edifícios adjacentes, com 13,5 metros de altura.

## História
A história dos primeiros anos do farol é pouco clara. De acordo com antigas listas de faróis, já em 1873 existiria um farol no local. Silva Pais afirma contudo que o farol foi construído em 1900. A torre actual com 13,5 metros parece ter sido construída em 1904.

## Outras informações
- Operacional: Sim
- Acessível por 4x4

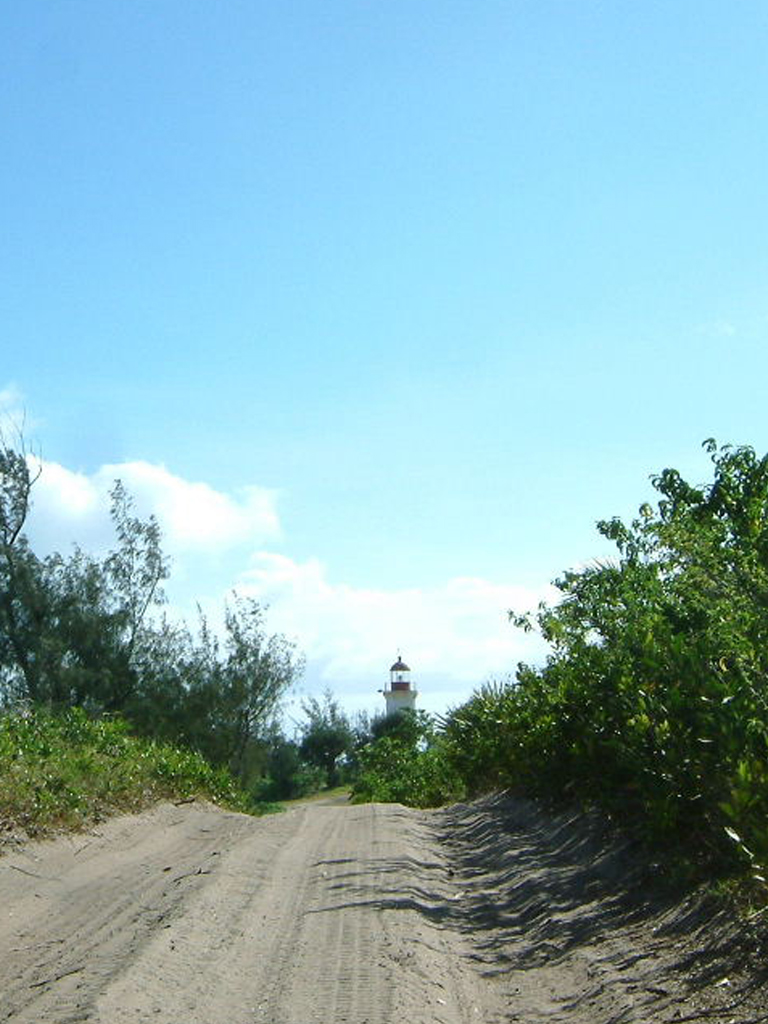

- Aberto ao público: Só área envolvente